# Uniform

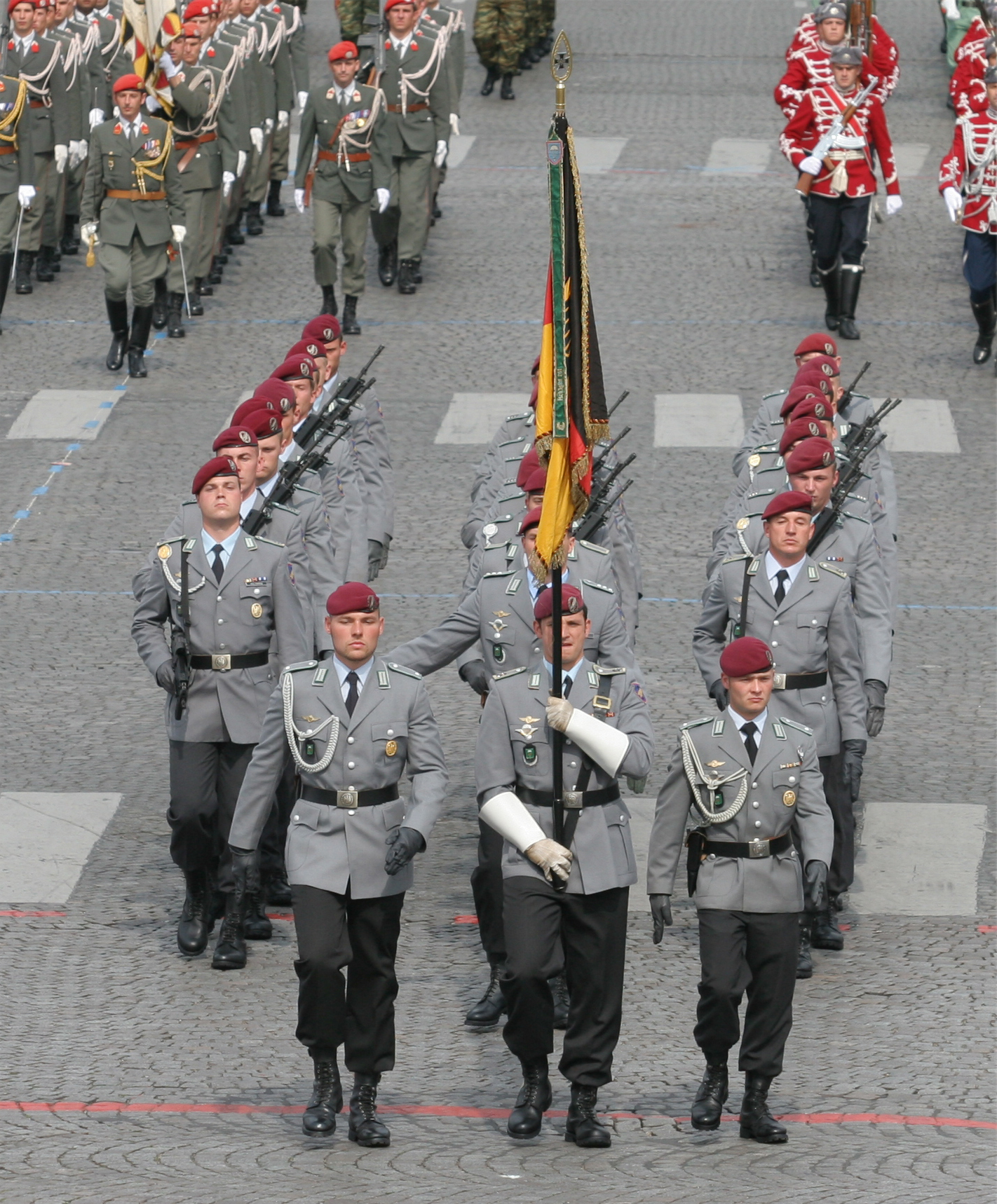
Fallschirmjäger der Saarlandbrigade im Großen Dienstanzug der Bundeswehr während der Parade zum französischen Nationalfeiertag in Paris am 14. Juli 2007. Im Vordergrund die Truppenfahne des Fallschirmjägerbataillon 261 mit dem Fahnenband des Saarlands

Als Uniform (österreichisch häufig umgangssprachlich Montur) bezeichnet man gleichartige Kleidung, um optisch einheitlich (lateinisch-französisch: uniform) in der Öffentlichkeit aufzutreten. Für Angehörige des Militärs ist die Uniform keine notwendige Bedingung für den Kombattantenstatus.

## Bedeutung

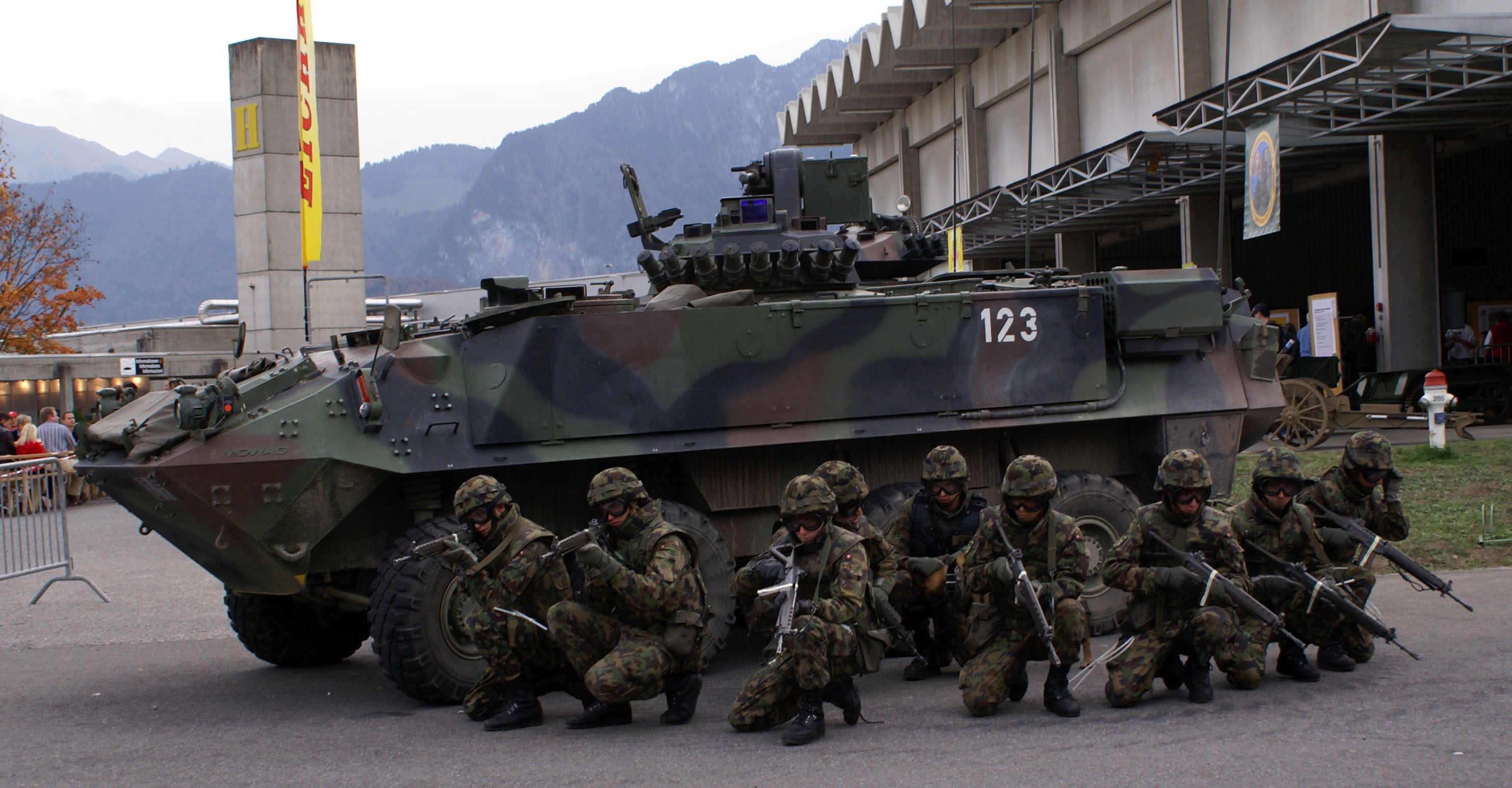
Füsiliere der Schweizer Armee bei einer Übung während der Armeetage 2007 in Thun

Die Uniform symbolisiert die Funktion ihres Trägers oder dessen Zugehörigkeit zu einem Verband und zu einer Organisation (Bekleidung, Abzeichen, Nationalflagge). Durch das Tragen der Uniform soll das Individuum seinen Beruf oder seine Aufgabe verkörpern und seine Aufgabe als Funktionsträger besonders in den Vordergrund stellen. Mit dem Tragen der Uniform wird auch der Korpsgeist der Uniformträger ausgebildet und gefestigt.
Uniformen sind entweder vorgeschrieben (z. B. im öffentlichen Dienst) oder üblich. Soldaten, Angehörige von Hilfsdiensten sowie Polizeivollzugsbeamte im Auslandseinsatz sind zudem aufgrund des Völkerrechts verpflichtet, Uniformen zu tragen.
Uniformen werden bei der Arbeitsverrichtung (Dienstuniform, Arbeitskleidung) und bei bestimmten Anlässen getragen, z. B. bei Zeremonien. Beim Militär handelt es sich um komplexe Gebilde mit variantenreichen Ausführungen, Trageweisen und Bezeichnungen (wie Kampfanzug). Heutige Einsatzuniformen sollen praktisch und pflegeleicht sowie mit vielen Taschen ausgestattet sein, während die alten Uniformen eher einer Galauniform glichen.
Eine gute Uniform hat über ein einheitliches Erscheinungsbild hinaus meist wichtige individuelle Merkmale. Diese helfen sowohl internen als auch externen Personen eine Orientierung über die Position eines Uniformierten zu geben. Auch ohne Kenntnis von Dienstgradabzeichen ist z. B. durch Tätigkeitsabzeichen, Orden schnell erkennbar, über welche Erfahrung der Uniformträger verfügt.
Ferner dienen Uniformen mehreren praktischen Zwecken: Indem sie die offizielle Dienstkleidung ihres Trägers darstellen, lassen sie diesen für andere leicht in seiner Funktion bzw. seinem Amt erkennbar und ansprechbar werden. Weiterhin sind Uniformen im Militär zur Tarnung und im öffentlichen Dienst zur visuellen Erkennung durch leuchtende Signalfarben bestimmt.

## Geschichte

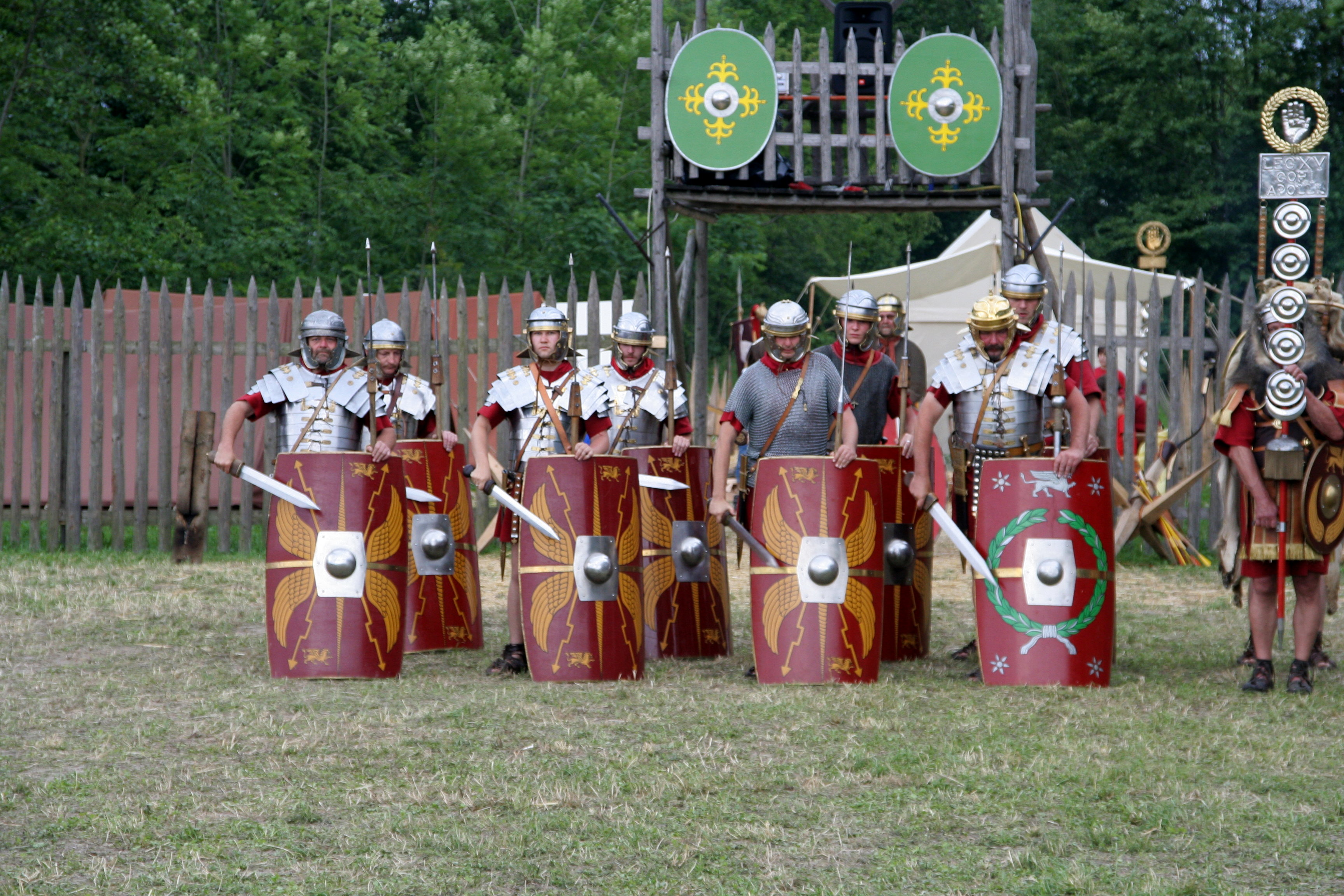
Die Experimentalgruppe Legio XV Apollinaris mit rekonstruierter römischer Ausrüstung des 1. Jahrhunderts

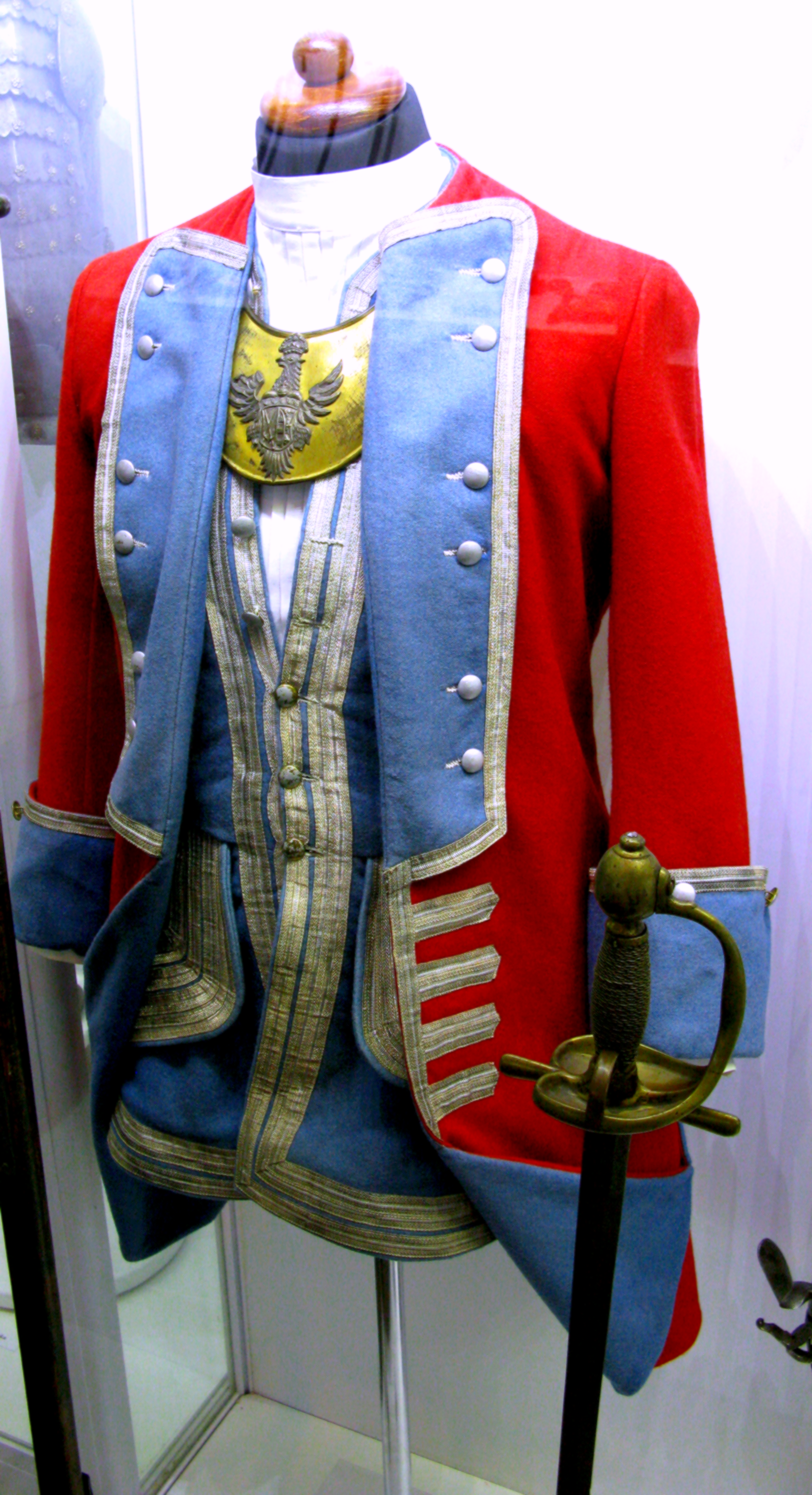
Erhaltene Uniform eines Offiziers der Königlichen Polnischen Garde aus dem Jahr 1732

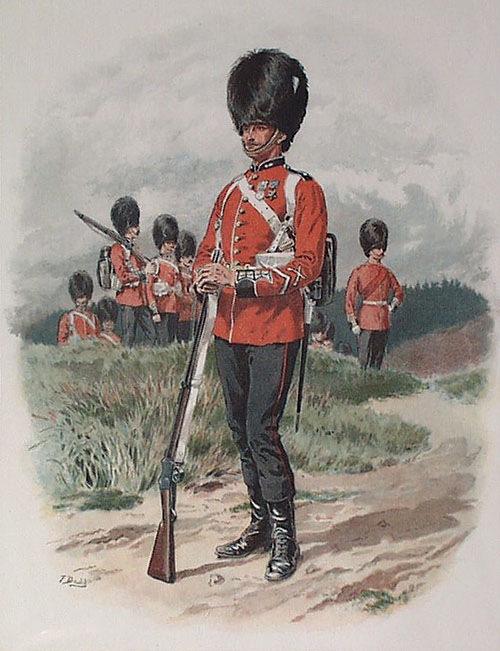
Grenadier Guard (England)

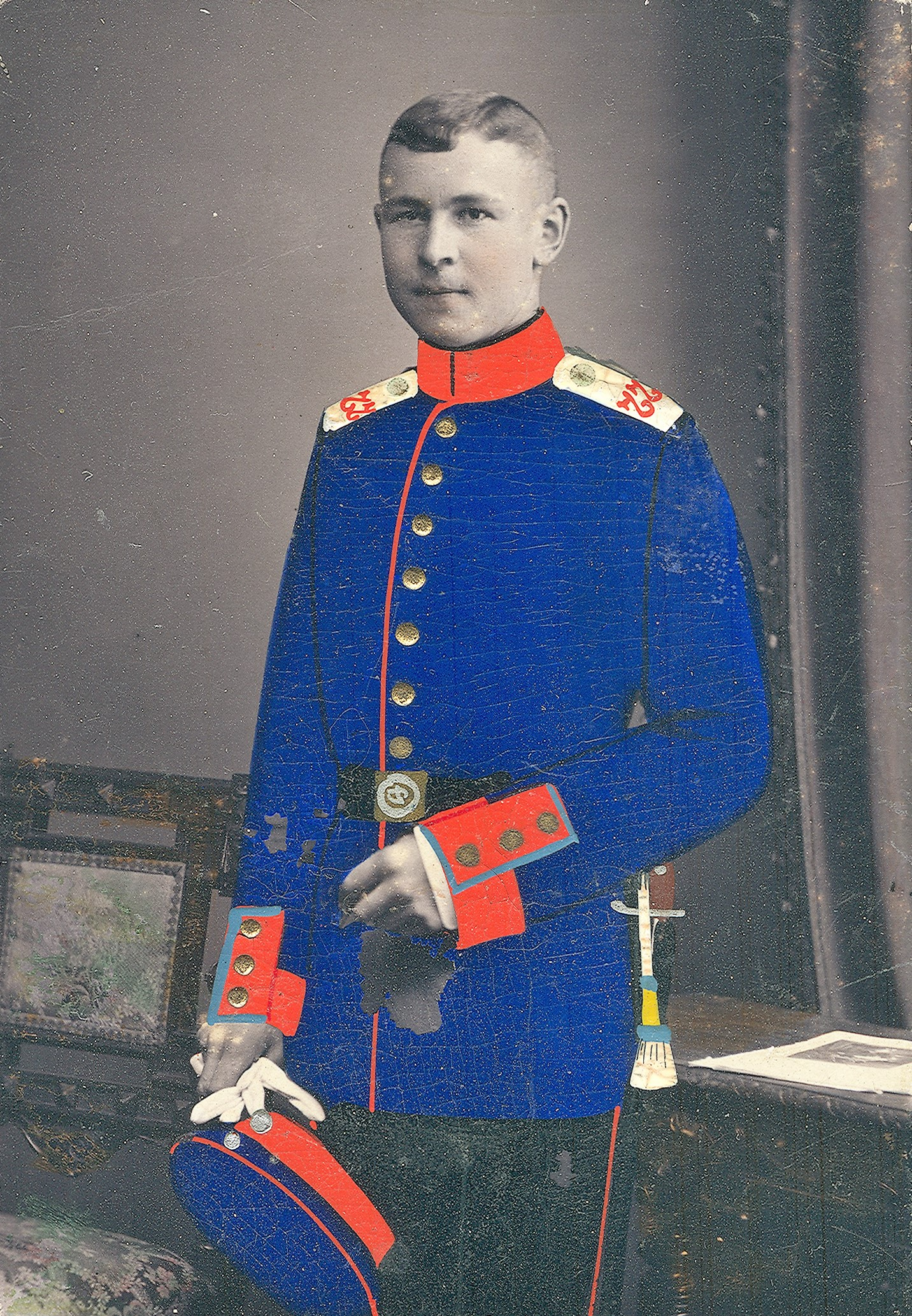
Uniformrock des 2. Hannoverschen Infanterie-Regiments Nr. 77

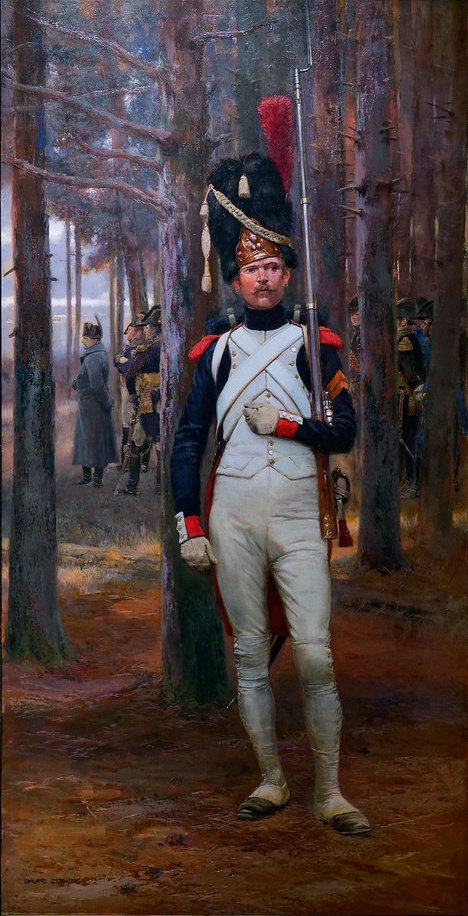
Alte Garde (Frankreich)

Die Geschichte der militärischen Kleidung ging stets mit gesellschaftlichen und wirtschaftlichen Entwicklungen einher. Solange die Völker der Antike Streitkräfte nur im Kriegsfall aufstellten, genügte zur Unterscheidung im Feld in der Regel die jeweilige typische Volkskleidung. Mit der Aufstellung einer stehenden Truppe wie den römischen Legionen wurde deren kontinuierliche Ausstattung mit Kleidung, Waffen und Rüstung erforderlich. Da diese durch Frühformen der Massenfertigung am günstigsten zu beschaffen waren, trat automatisch eine weitgehende Vereinheitlichung des Erscheinungsbildes ein. Mit dem Untergang des Römischen Reiches verschwanden diese Frühformen der Uniform. Im Frühmittelalter trugen Soldaten bei Feldzügen in Mitteleuropa die Fahne mit dem Wappen ihres Landesherrn voran und machten sich so als feindliche Kampfeinheit erkennbar. Nur die Leibwachen der Herrscher, Ordensritter und Stadtwachen trugen mancherorts eine einheitliche Kleidung. Bereits 1309 wurde aber die Bezeichnung vestitura uniformis (lat.: „einheitliche Kleidung“) für die vierhundert Ritter gebraucht, die Herzog Friedrich von Österreich nach Speyer begleiteten. In den 1460er und 1470ern verordnete das französische Herzogtum Burgund, dass Soldaten einen weiß-blauen Wappenrock mit einem roten Andreaskreuz darauf trugen, während die Ritter ein rotes, seidenes Andreaskreuz über den Brustharnisch und dazu weiße und blaue Federn auf ihren Helmen trugen. Burgundische Ritter durften zwar ihr persönliches Wappen führen, jedoch musste die Farbgestaltung einheitlich sein.
Mit dem Niedergang der klassischen Feudalheere und der zunehmenden Kommerzialisierung der Kriegsführung durch Söldnerheere im 15. Jahrhundert entwickelte sich zum Ende des 16. Jahrhunderts die Regimentswirtschaft: Die Inhaber eines Regiments waren Kriegsunternehmer, die im Auftrag der kriegführenden Fürsten auf eigene Rechnung Soldaten warben, teilweise auch bewaffneten, ausrüsteten und bezahlten, um sie unter ihrem Kommando dann dem Landesherrn gegen Erstattung zur Verfügung zu stellen. Der Regimentschef stellte auch die Versorgung seines Regiments mit Verpflegung und später auch Kleidung sowie Ausrüstung auf eigene Rechnung sicher, der Preis dafür wurde den Soldaten vom Sold abgezogen. Das System diente wie das Subsidiensystem dazu, dem Regimentsinhaber ein Einkommen im Rahmen des Kaufs von Offizierstellen zu sichern. Prototyp eines solchen Unternehmers war Wallenstein, der kaiserliche Generalissimus im Dreißigjährigen Krieg, der dem Kaiser ein Heer von 200.000 Mann nach diesem Muster aufstellte. Durch die kollektive Beschaffung von Ausrüstung und Kleidung trat innerhalb der so aufgestellten Truppenkörper ein einigermaßen einheitliches Erscheinungsbild ein. Mit der Bildung der stehenden Heere und der Verbesserung der Produktionsmöglichkeiten der Textilmanufakturen setzte sich von der Mitte des 17. Jahrhunderts bis in das 18. Jahrhundert die Uniformierung fort. Der Schnitt des Uniformrocks richtete sich meist (wenn auch mit einiger Verzögerung) nach der zeitgenössischen Zivilmode, jedoch wählte man zur Unterscheidung und damit der Vermeidung von Eigenbeschuss auf dem Schlachtfeld meist kräftige Farben, sodass „der bunte Rock“ (später „Waffenrock“) lange Zeit das Synonym für Armeeuniformen und Kriegsdienst an sich war.
Um 1720 waren fast alle europäischen Armeen uniformiert. Aus dieser Zeit stammen die typischen Grundfarben der Uniformen:
Die Armeen protestantischer Staaten trugen dunkelblaue (z. B. in Preußen, Hessen-Kassel und Schweden) oder rote Röcke (z. B. in England, Hannover, Dänemark-Norwegen), während in katholischen Staaten wie Frankreich, Polen, Österreich oder Spanien hellgraue bzw. ab etwa 1730 weiße Röcke getragen wurden. Russland wählte mit dunkelgrün und Bayern mit hellblau jeweils eine eigene typische Uniformfarbe. Die charakteristischen Farben wurden bald allgemein mit den jeweiligen Nationen assoziiert (z. B. „Rotrock“ oder „preußischblau“), auch wenn große Teile der Armee (insbesondere bei der Kavallerie) andersfarbig uniformiert waren. Zur Unterscheidung einzelner Verbände innerhalb der gleichen Waffengattung wurden neben den Abzeichenfarben unterschiedliche Knopffarben verwandt. Tressenbesatz und die Form von Ärmelaufschlägen und Schoßtaschen waren weitere Unterscheidungsmerkmale.
In Preußen löste erst zu Zeiten Friedrichs II. der heutige Begriff Uniform die Bezeichnungen Livree oder Montierung ab. Davon stammt der Begriff Montur ab, der umgangssprachlich statt Uniform verwendet wird. Uniformen wurden bereits seit dem Mittelalter im zivilen Bereich verwendet. So existierten im 18. und 19. Jahrhundert für den Zivilstaat ebenfalls Ziviluniformen.
Mit der Änderung der Taktik von der Schützenlinie zum Vorgehen unter Ausnutzung der Deckung um 1900 änderten sich die Anforderungen an die Uniform. Im 19. Jahrhundert zogen die Truppen, vor allem die Kavallerie, noch in farbenprächtigen Monturen ins Feld. Der rapide Fortschritt in den Leistungsparametern der Feuerwaffen (z. B. Zielgenauigkeit, Schussweite, Kadenz, Rauchschwache Pulver) machte dann aber Änderungen unumgänglich. Massierte Gefechtsordnungen und auffällige Uniformen wurden dysfunktional.
Im ausgehenden 19. Jahrhundert wurde erstmals mit einfarbigen tarnenden Uniformen und Tarnfarben experimentiert.
Spätestens im Ersten Weltkrieg erhielten die Uniformen eine Tarnfarbe. Die farbige und umfangreich gearbeitete Einheitsuniform, die bis dahin das Bild beherrschte, wurde in verschiedene Uniformarten für verschiedene Zwecke aufgeteilt, die in Grundzügen noch gilt: die Paradeuniform für zeremonielle Anlässe, aus der sich der Gesellschaftsanzug oder die Galauniform für Offiziere entwickelte; eine Ausgehuniform; die meist einfacher gearbeitete Tagesdienstuniform; die Arbeitsuniform für schmutzige Arbeiten der Mannschaften und Unteroffiziere (vgl. auch: Drillich); und die Felduniform. Die Farben der Felduniform wurden der jeweiligen Umgebung angepasst (Tarnfarbe und Tarnstruktur). Zuerst führte die britische Armee 1901, im Burenkrieg, auch für die in der Heimat stationierten Truppen eine bräunliche, als Khaki bezeichnete Uniformfarbe ein. Für die 1910 eingeführte neue deutsche Felduniform wurden die Farbtöne Feldgrau und Graugrün (Jägertruppe) gewählt. Diese lösten das bis dahin verwendete Preußischblau bzw. Hellblau (Bayern), Dunkelgrün (Jägertruppe) und die weiteren Farbkombinationen der Kavallerie ab. Die speziellen Abzeichenfarben einzelner Verbände wurden durch einheitliche Waffenfarben für ganze Truppengattungen ersetzt.

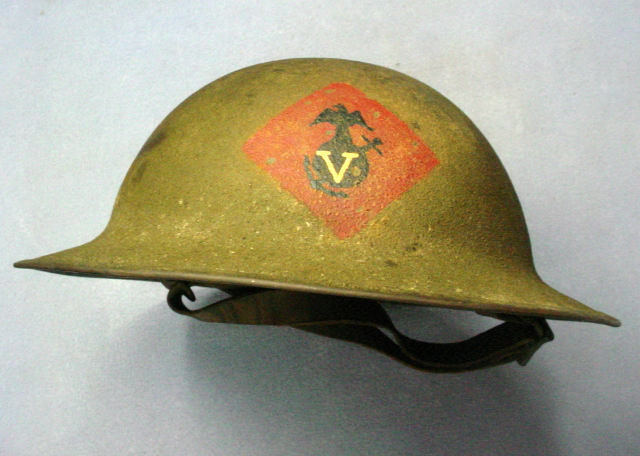
Brodie-Helm (MK I)

Seit Anfang 1915 ging man dazu über, Sturmangriffe der Infanterie im Stellungskrieg durch stundenlanges Artilleriefeuer vorzubereiten. Dabei verwendete man vor allem Splitter- und Schrapnellgeschosse, die eine verheerende Wirkung entfalteten. Um die Verluste zu reduzieren, wurden die bisher verwendeten Kopfbedeckungen durch den Stahlhelm ersetzt. Die Helme verschiedener Nationen unterschieden sich in ihrer Form deutlich; das half beim Unterscheiden von Freund und Feind.

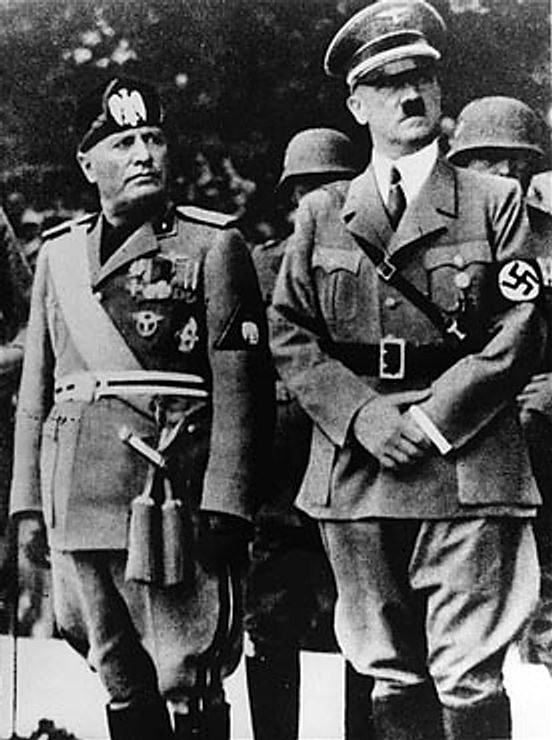
Mussolini und Hitler

Das Tragen von Uniformen war in der Weimarer Republik ab 1921 durch einen Erlass des Reichspräsidenten Friedrich Ebert für Zivilisten verboten. Sein Nachfolger, Generalfeldmarschall Paul von Hindenburg, hob das Uniformverbot am 26. August 1925 auf. NSDAP und KPD führten eine eigene Parteikleidung für ihre Mitglieder ein (siehe Braunhemd).
Eine extreme Verbreitung erreichte das Uniformtragen in Deutschland unter dem NS-Regime von 1933 bis 1945. Uniformiert waren neben hunderttausenden Angehörigen der NSDAP und ihrer Organisationen wie SA und SS das immer umfangreichere Militär (u. a. Wehrmacht), der Reichsarbeitsdienst, Polizei, Reichsbahn, Post und die meisten übrigen staatlichen Organe. Die NS-Jugendorganisationen Hitler-Jugend und Bund Deutscher Mädel sowie die Nationalpolitischen Erziehungsanstalten (NAPOLA) wurden uniformiert.
Auch im zaristischen Russland und später der Sowjetunion waren Uniformen im Straßenbild, vor allem der Städte, auffallend häufig anzutreffen.

## Arten und Ausführungen

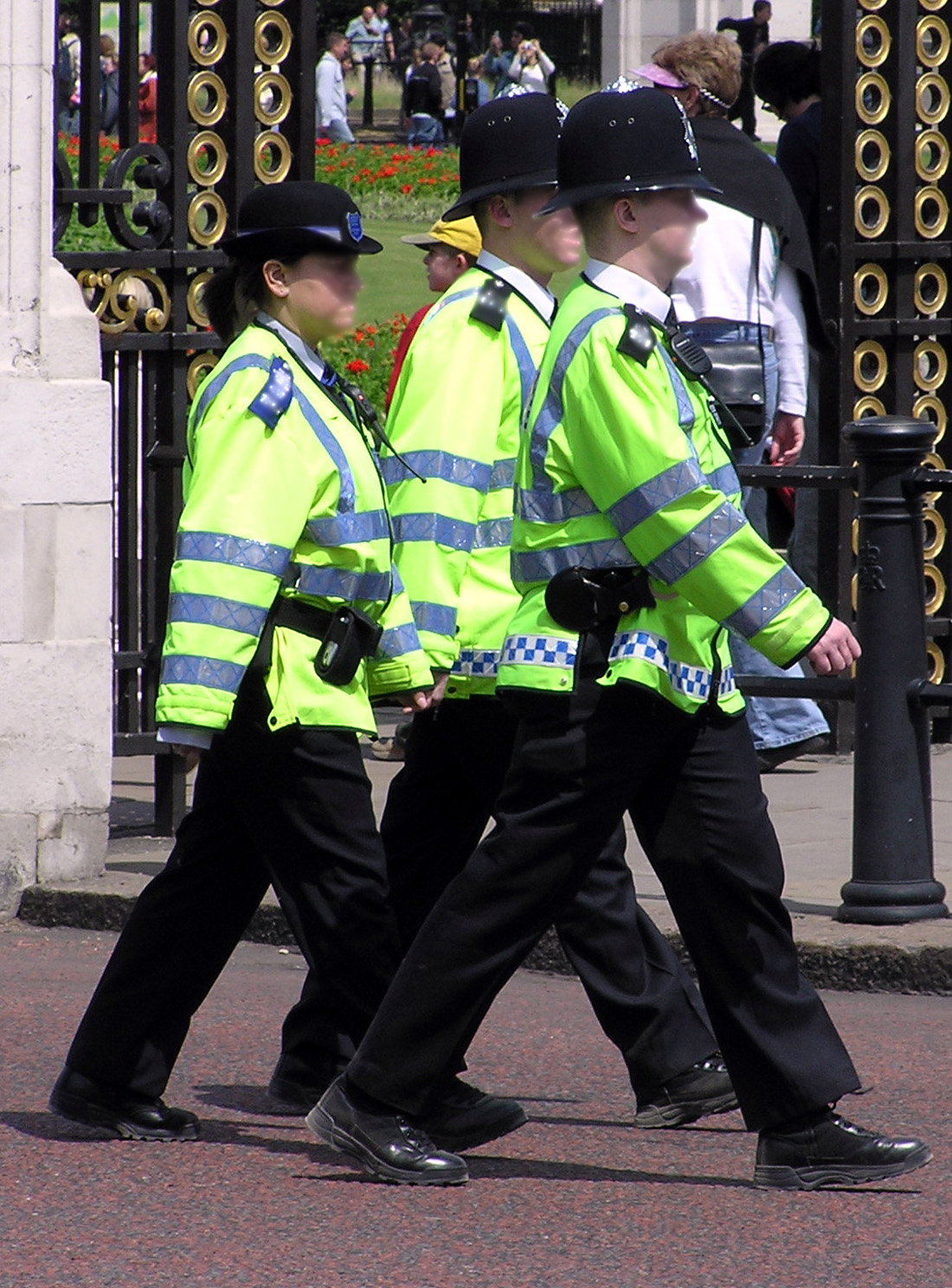
Londoner Polizisten.

Eine Uniform besteht aus einer kompletten Garnitur der Bekleidung, d. h. Kopfbedeckung, Oberbekleidung, Beinkleid, Schuhwerk sowie Dienstgradabzeichen und ggfs. Orden.
Neben der Einsatz- oder Felduniform für den täglichen Dienst existieren verschiedene Ausführungen. So existieren Uniformen für repräsentative Anlässe (Ausgehuniformen, die sogenannte „erste Garnitur“, Paradeuniformen, Galauniformen), spezielle Uniformen für Einsatzgebiete (z. B. auf See, in den Bergen, in den Tropen, in Wüsten und Wäldern) und Einsatzaufgaben (z. B. Technischer Dienst, Alpineinsatz, geschlossene Einsätze) oder Tätigkeiten (Panzerkombi, Fliegerkombi, uniformierter Sportanzug).
Im öffentlichen Dienst sind für die einzelnen Bereiche Anzugsordnungen (z. B. Anzugordnung für die Soldatinnen und Soldaten der Bundeswehr) vorgegeben.
Auf Uniformen zu sehende Wappen werden als Ärmelwappen bezeichnet, diese sind häufig mit der Behördenbezeichnung versehen.

## Träger
- Soldaten (z. B. Uniformen der Bundeswehr)
- Polizeivollzugsbeamte (soweit nicht als Angehörige der Kriminalpolizei oder in Zivilkleidung; siehe Polizeiuniform)
- Vollzugsdienstkräfte von Ordnungsbehörden
- Postbeamte, siehe Postuniform
- Zollbeamte der deutschen Bundeszollverwaltung im Grenzabfertigungs- und Grenzaufsichtsdienst, bei den Mobilen Kontrollgruppen und den Finanzkontrollen Schwarzarbeit.
- Strafvollzugsbeamte (sowohl Justizwachtmeister an Gerichten als auch Beamte des Allgemeinen Vollzugsdienstes und teilweise des Werkdienstes in Justizvollzugsanstalten)
- Angehörige des Technischen Hilfswerkes (THW)
- Angehörige des Bundesamtes für Güterverkehr (BAG), z. B. bei Straßenkontrollen[2]
- Verkehrs- und Berufspiloten (Kapitän/CPT, 1. Offizier/FO, teilweise: 2. Offizier/SO, selten: Flugingenieur/FE)
- Feuerwehrleute
- Rettungsdienst-Angehörige
- Angehörige der Forstverwaltungen
- Wachdienst
- Dienstboten wie Dienstmädchen, Kindermädchen, Hotelpagen, Gepäckträger
- Angehörige Handelsmarine auf See, meistens nur noch Offiziere
- Schützen
- Pfadfinder, auch wenn im deutschen Selbstverständnis von einer Kluft oder Tracht gesprochen wird, ist die international, auch in Österreich, übliche Bezeichnung die der Uniform.
- Hafenkapitäne in einigen Ländern

Im Verkehrswesen, insbesondere bei der Eisenbahn (so Schaffner, seltener Lokführer), und Post (Zusteller) werden in bestimmten Berufsfeldern Uniformen getragen, wobei im Laufe der Jahre der militärische Charakter zugunsten eines zivileren Aussehens verloren ging (siehe Schweizerische Bahnuniformen).

## Sonstiges
Unter dem sogenannten Räuberzivil oder univil wird das Tragen von Teilen der Uniform mit der bürgerlichen Kleidung verstanden. Dies ist meist nicht zulässig, wird aber von Söldnern, Milizen und auch regulären Truppen mancher Länder in Kriegs- und Krisengebieten häufig so gehandhabt. Unter Räuberzivil versteht man umgangssprachlich auch nachlässige, nicht angemessene Kleidung.
Bekannt wurde der Missbrauch einer Uniform durch den Hauptmann von Köpenick.
Beim Aufbau der Bundeswehr nach dem Zweiten Weltkrieg galt der wehrpflichtige Staatsbürger in Uniform als neues politisches Leitbild.

## Rechtslage

### Deutschland
In Deutschland ist das unberechtigte Tragen einer Uniform sowie von Kleidungsstücken, die denen ähnlich sind oder zu einer Verwechslung führen könnten, als Missbrauch von Titeln, Berufsbezeichnungen und Abzeichen strafbar. Dies gilt auch für ausländische Uniformen und Uniformteile (Vergehen gemäß § 132a StGB). Das Tragen einer Polizei-Uniform wurde 2022 mit 30 Tagessätzen bestraft, was das Oberlandesgericht Hamm in der Revisionsinstanz bestätigt hat.
Erst ein entsprechendes Handeln macht aus dem verbotenen Tragen einer Uniform eine Amtsanmaßung.
Unter welchen Umständen eine erlaubte Uniform von einem Berechtigten getragen werden darf, regelt die Uniformtrageerlaubnis.
Das Tragen von Uniformen auf Passfotos ist (außer bei Dienstausweisen) in Deutschland unzulässig. 
In Deutschland dürfen öffentlich keine Uniformen als Ausdruck einer politischen Gesinnung getragen werden. Obwohl diese Straftat im § 3 Versammlungsgesetz (VersammlG) verankert ist, gilt sie nicht nur bei Versammlungen. Die Front Deutscher Äpfel umgeht dieses Verbot, indem sie als Straßentheater deklariert wird. So dürfen die Mitglieder in ihrer szenischen Ausgestaltung die typischen Armbinden tragen.

### Österreich
In Österreich sind die Uniformen und Uniformteile der Organe des Sicherheitsdienstes und der Justizwache sowie der Soldaten unter gesetzlichen Schutz gestellt. Es ist, außer für szenische Zwecke (z. B. Filmaufnahmen oder Theateraufführungen), nicht erlaubt, an einem öffentlichen Ort eine solche Uniform oder Uniformteile (Abzeichen, Dienstgradabzeichen und dergleichen) zu tragen. Wer dem zuwiderhandelt, kann eine Verwaltungsstrafe von bis zu 500 Euro oder im Falle einer Uneinbringlichkeit mit einer bis zu zweiwöchigen Freiheitsstrafe drohen (§ 83a SPG).
Eine Amtsanmaßung nach § 314 StGB ist auch in Österreich strafbar, allerdings ist das Tragen einer Uniform dafür nicht unbedingt notwendig.

### Schweiz
In der Schweiz wird das unbefugte Tragen der militärischen Uniform in Art. 331 StGB unter Strafe gestellt.

## Siehe auch

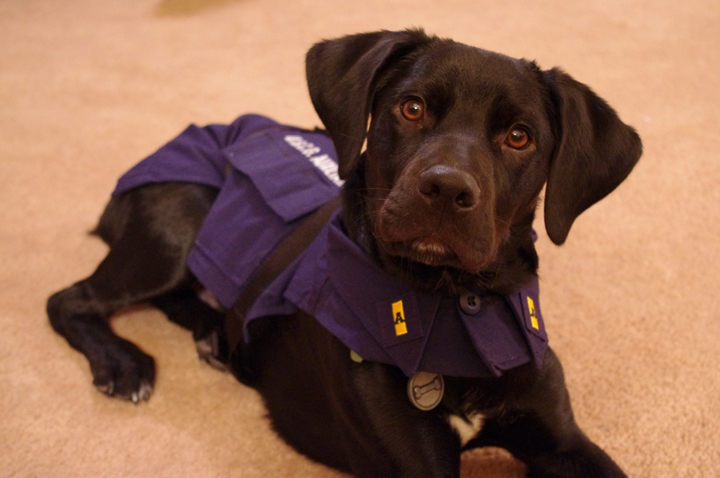
Uniformierter Diensthund (USA)